# Liste du patrimoine mondial en Afghanistan
Cet article recense les sites inscrits au patrimoine mondial en Afghanistan.

## Statistiques
L'Afghanistan ratifie la Convention pour la protection du patrimoine mondial, culturel et naturel le 20 mars 1979. Le premier site protégé, le minaret et vestiges archéologiques de Djâm n'est toutefois inscrit qu'en 2002 lors de la 26e session du Comité du patrimoine mondial. 
En 2013, l'Afghanistan compte 2 sites inscrits au patrimoine mondial, tous deux de type culturel et tous deux en péril. 
Le pays a également soumis 4 sites à la liste indicative, 3 culturels et 1 naturel.

## Listes

### Patrimoine mondial
Les sites suivants sont inscrits au patrimoine mondial.
| Site                                                                | Provinces | Type                                  | Date | Superficie (ha) | Zone tampon (ha) | Lien | Notes | Coordonnées                       | Illus. |
| ------------------------------------------------------------------- | --------- | ------------------------------------- | ---- | --------------- | ---------------- | ---- | --- | --------------------------------- | ------ |
| Minaret et vestiges archéologiques de Djam                          | Ghor      | Culturel (ii), (iii), (iv)            | 2002 | 70              | 600              | 211  | En péril depuis 2002. Comprend le minaret de Djâm, ainsi que les ruines d'un cimetière juif et de fortifications ghorides | 34° 23′ 49″ nord, 64° 30′ 58″ est |        |
| Paysage culturel et vestiges archéologiques de la vallée de Bamiyan | Bamiyan   | Culturel (i), (ii), (iii), (iv), (vi) | 2003 | 159             | 342              | 208  | En péril depuis 2003. Comprend 8 sites, dont les bouddhas de Bâmiyân                                                      | 34° 50′ 49″ nord, 67° 49′ 30″ est |        |

### Liste indicative
Les sites suivants sont inscrits sur la liste indicative.
| Site                             | Provinces | Type                       | Date | Lien | Notes | Coordonnées                       | Illus. |
| -------------------------------- | --------- | -------------------------- | ---- | ---- | ----- | --------------------------------- | ------ |
| Bagh-e Babur                     | Kaboul    | Culturel (iv)              | 2009 | 5469 |       | 34° 30′ 11″ nord, 69° 09′ 36″ est |        |
| Ville de Balkh (antique Bactres) | Balkh     | Culturel (ii)(iv)(v)       | 2004 | 1928 |       | 36° 46′ 01″ nord, 66° 54′ 00″ est |        |
| Ville d'Hérat                    | Hérat     | Culturel (i)(ii)(iii)(iv)  | 2004 | 1927 |       | 34° 43′ 01″ nord, 62° 19′ 59″ est |        |
| Band-e Amir                      | Bamiyan   | Naturel (vii)(viii)(ix)(x) | 2004 | 1946 |       | 34° 50′ 24″ nord, 67° 13′ 52″ est |        |